# Stilbopteryx auricornis
Stilbopteryx auricornis is een insect uit de familie van de mierenleeuwen (Myrmeleontidae), die tot de orde netvleugeligen (Neuroptera) behoort. 
Stilbopteryx auricornis is voor het eerst wetenschappelijk beschreven door Kimmins in 1940.